# ライジンピンポン
『ライジンピンポン』は2002年にタイトーが開発し、大型アミューズメントセンターで活躍している体感卓球アーケードゲームである。

## 概要
10人いるプレイヤーから1人を選び、5回戦戦う。点数制ではなく、ミスをしたらポイントが減り、ゼロになったら負け。ノーミスなら、ミスしていいポイントが1つ繰り越される。ノーコンティニューで5人勝ち抜くと隠れキャラ1人と対戦する。

## あらすじ
日本の卓球界には公式の卓球とは別に所かまわず卓球台を置き、非公式の試合を行う「ストリートタッキュー」という競技があった。その中で「タッキューキング」と呼ばれる1人の王者がストリートタッキューの頂点に君臨していたが現キングが失踪。その間、暫定タッキューキングに選ばれたフウジの努力もむなしく次々と造反者が生まれ卓球界は戦国時代に突入してしまう。フウジを連れ戻したい双子の弟のライジ、彼に憧れるミッキー、兄弟を和解させたいカイジ、謎の卓球組織キューキュー団と彼に操られているフウジの彼女サイコ等路上に置かれた卓球台に様々な思惑が交錯する。

## 登場人物
ライジ - 神谷明
「タッキューキング」を倒すために突然家を出た兄フウジを連れ戻すため、ストリートタッキューの世界に身を投じる。中学、高校と卓球部に所属。見た目はアレだが、中身は負けず嫌いの江戸っ子。ややパワーが強く、ドライブ、カットともに平均的な能力を持つ。
スペシャルショットは、ボールが炎に包まれる「ライジングファイヤー」。通常スマッシュの2倍の早さで相手コートに襲い掛かる。
フウジ - 喜安浩平
ライジの双子の兄で、現在の「タッキューキング」。喧嘩っ早いところや好物はライジと一緒。コンプレックスは、弟のライジよりも背が低いこと。タッキューをはじめたのはフウジが先。ライジ同様、パワーが強めで、ドライブ、カットの能力は平均的。
スペシャルショットは、ボールが雷（イカヅチ）をともなうフウジンファイヤー。ライジ同様、通常スマッシュの2倍の早さを誇る。
カイジ - 中尾隆聖
ライジとフウジの兄貴分といった存在。双子の兄弟が仲違いをしていることに心を痛めて「タッキューバトル」を仕組んだというもっぱらの噂。パワーとドライブがやや得意で、カットの能力は平均レベル。何故か実際でもいない二刀流である。
スペシャルショットは、ボールのバウンドをワンテンポ遅らせて相手を惑わす「ツインシザース」。
ミッキー - 山崎和佳奈
ライジの同級生。 高校時代のライジにあこがれて卓球を始める。アネゴ肌だが、ライジと一緒にタッキューバトルをできるのがうれしいという可愛らしい一面も。パワー、ドライブは平均的な能力だが、カットにやや秀でている。
スペシャルショットは「バックスピンボール」。バウンドした直後、物凄いバックスピンでコートにとどまり、一瞬の間をおいて一気に跳ね上がる。
ナナ - 深見梨加
16歳ながら、大人びたルックスと言動が魅力。小さな頃からタッキューバトルの英才教育を受けている。フウジがタッキューキングに戦いを挑む理由を知っている。カットは得意だが、パワー、ドライブの能力は平均的。
スペシャルショットは、バウンドする直前に球が消える「メガマックス」。
ドラゴン - 千葉進歩
見た目どおり秀才肌のおぼっちゃまキャラクタ。常に完璧を求めるエリートの父親との間でトラブルが絶えず、タッキューバトルへの参加もそれが要因らしい。パワーとカットはピカイチだが、ドライブは超苦手の守備型カットマン。卓球の公式ユニフォームを着用している。
スペシャルショットは、ボールが渦を巻くような軌道を描く「シェンロンボール」。
キューキュー団 - 山崎たくみ
謎のタッキュー組織「キューキュー団」の戦闘員を自称するものの、彼以外の構成員を見たという話を誰もきいたことがない。かなり謎に包まれたキャラクタ。パワーとカットは得意中の得意だが、ドライブに見るべきものはない。
スペシャルショットは、蛇のような軌道を描いてボールが飛ぶ「スネイクボール」。ドラゴンのスペシャルショットに似ているが、こちらのほうが左右の変化が大きい。
サイコ - 吉田小南美
“コンプリートヒューマンタッキューマッスィーン”としてタッキューバトルに参加する謎の少女。が、その正体はキューキュー団に操られたフウジの彼女だったりする。卓球歴は浅いが、バツグンの運動神経と天然なノリ性格で相手を攪乱する。ややパワーはあるが、カット、ドライブの能力は平均的。他のキャラと違い、アンチラバー仕様になっている。
スペシャルショットは、画面外にボールが消えるほど高い軌跡のロブを放つ「ラブラブロブ」。
ゴータン - たてかべ和也
見た目はアレだが、実は身のこなしが素早い。普段は温厚な性格だが、「デブ」という言葉を耳にすると態度が豹変する。巨体を生かしたドライブが得意で、パワーは意外なことに平均レベル。カットがやや苦手。
スペシャルショットは、身体を回転させた勢いでスピードボールを叩き込む「ローリングイリュージョン」。
ヨロイ - 茶風林
部下から疎まれているオヤジ警官。そんな彼は、ある思いを胸にタッキューギャング「king→ping」を結成してタッキューバトルを開催。初代「タッキューキング」となる。ドライブの威力は天下一品で、パワーもなかなかのレベル。ただしカットは超苦手。
スペシャルショットは、大上段から刀を振り下ろすように繰り出される超スピードボール「一刀両断」。

## 操作方法
- ドライブ - 斜めに振り上げる。
- カット - 斜めに振り下ろす。
- スマッシュ - 棒球に対してすばやくラケットを振る。
- スペシャルショット - ラリーが続いた後、一定条件を満たせば発動。